# 21. listopad
21. listopad je 325. den roku podle gregoriánského kalendáře (326. v přestupném roce). Do konce roku zbývá 40 dní.

## Události

### Česko
- 1344 – Jan Lucemburský položil základní kámen ke gotické novostavbě katedrály svatého Víta, Václava a Vojtěcha na Pražském hradě.
- 1347 – Karel IV. založil v Praze klášter slovanských benediktinů (Emauzy), kteří užívali slovanského bohoslužebného jazyka. Proto se nazývá také Na Slovanech.
- 1618 – Třicetiletá válka: Plzeň, hlavní katolická bašta v Čechách, byla dobyta po měsíčním obléhání stavovským vojskem.
- 1903 – Josef Rössler-Ořovský a Jan Buchar založili Svaz lyžařů v království Českém - první národní lyžařský klub v Evropě mimo Skandinávie.
- 1934 – Ministr školství a národní osvěty Jan Krčmář rozhodl, že německá univerzita v Praze má předat insignie Univerzitě Karlově.
- 1962 – V Praze byly do provozu s cestujícími zařazeny čtyřnápravové motorové tramvajové vozy Tatra T3.
- 1982 – V Praze byly do provozu s cestujícími zařazeny autobusy Karosa B 731.

### Svět
- 1620 – Otcové poutníci na palubě lodě Mayflower podepsali „Mayflowerská kompaktáta“ o civilním kódu usedlíků.
- 1783 – Jean-François Pilâtre de Rozier a baron François Laurent d'Arlandes uskutečnili první volný let balonem bratrů bratrů Montgolfierových.
- 1789 – Severní Karolína se stala 12. státem USA.
- 1806 – V okupovaném Berlíně podepsal francouzský císař Napoleon I. Dekret o kontinentální blokádě, namířený proti zahraničnímu obchodu Velké Británie.
- 1877 – Thomas Alva Edison oznámil objev fonografu, přístroje, který umí zaznamenat zvuk.
- 1916 – Potopení lodě Britannic, sesterského plavidla Titanicu.
- 2002 – NATO pozvalo Bulharsko, Estonsko, Lotyšsko, Litvu, Rumunsko, Slovensko a Slovinsko na vstupní rozhovory o členství.
- 2013 – Na Ukrajině začaly v ulicích demonstrace zvané Euromajdan, které zahájily dlouhodobou politickou krizi.
- 2015 – V belgickém hlavním městě Bruselu byl vyhlášen nejvyšší stupeň protiteroristické pohotovosti.
- 2017 – Zimbabwský prezident Robert Mugabe po 37 letech rezignoval na svou funkci.

## Narození
Viz též Kategorie:Narození 21. listopadu — automatický abecedně řazený seznam.

### Česko

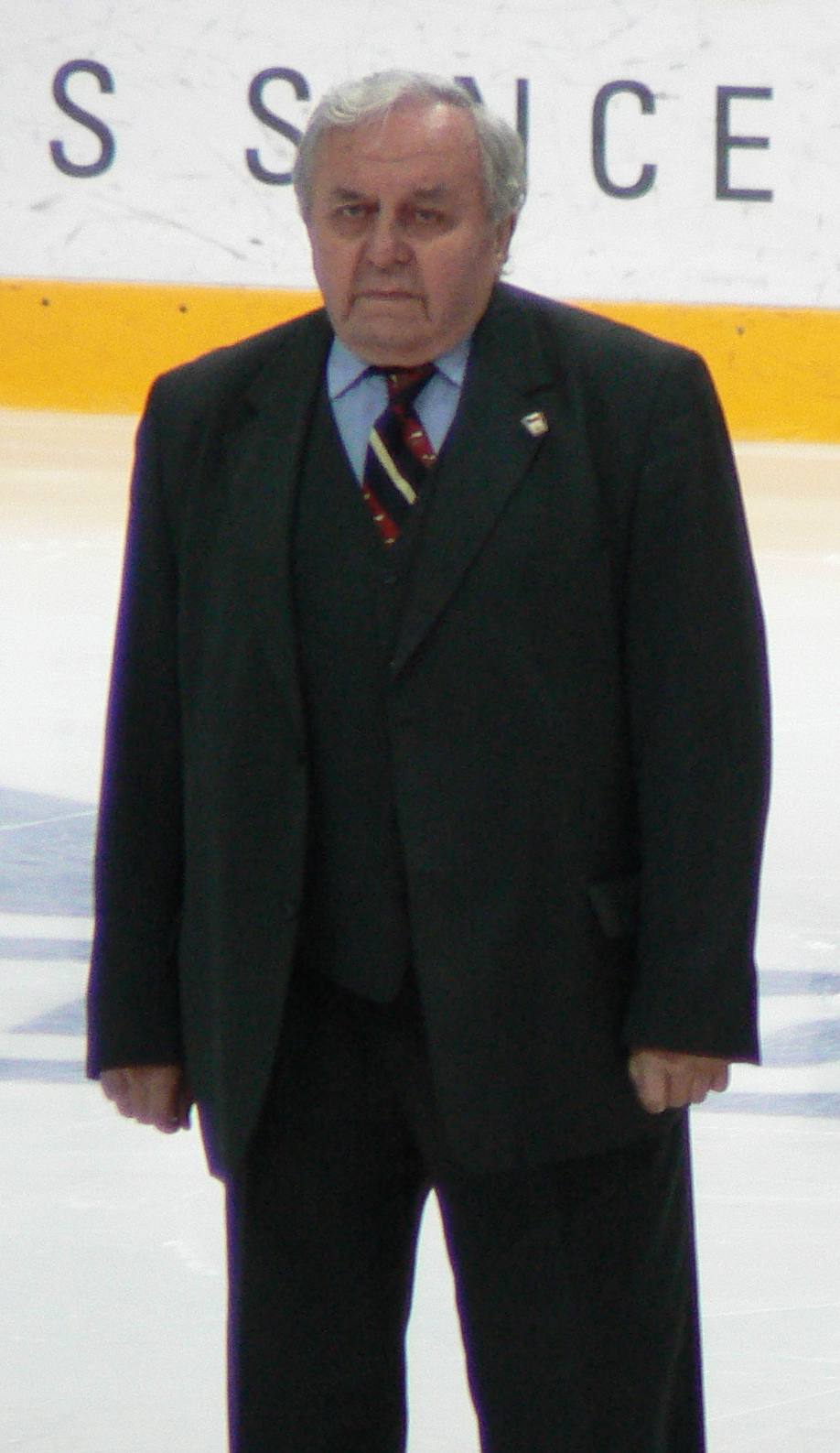
Augustin Bubník (* 1928)

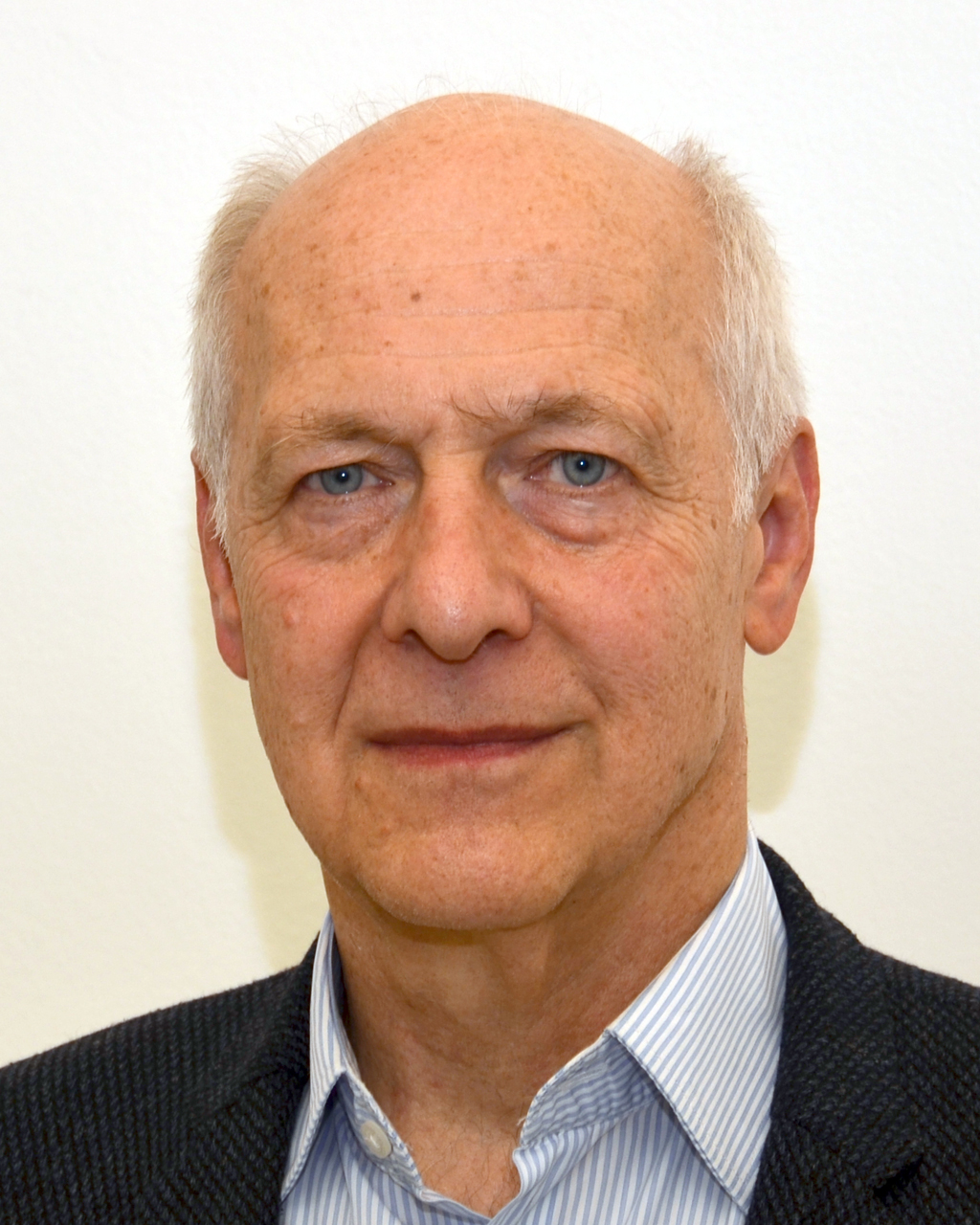
Jacques Rupnik (* 1950)

- 1772 – Josef Triebensee, pražský hobojista, dirigent a skladatel († 2. dubna 1846)
- 1821 – Josef Hilbert, malíř († 8. května 1897)
- 1823 – Julius Gomperz, český politik německé národnosti († 21. února 1909)
- 1836 – František Sequens, malíř († 14. června 1896)
- 1848 – Věnceslav Hrubý, právník, filolog, historik a politik († 9. ledna 1933)
- 1862 – Josef Böhr, československý politik německé národnosti († ? 1944)
- 1865 – Jan Zvoníček, vynálezce († 26. ledna 1926)
- 1871 – Karel Špillar, malíř a grafik († 7. dubna 1939)
- 1874
  - Antonín Pech, režisér, průkopník české kinematografie († 20. února 1928)
  - Josef Reyzl, československý novinář a politik německé národnosti († 30. října 1938)
  - Bohuš Zakopal, divadelní herec († 8. října 1936)
- 1888 – Franz Wagner, sídelní kanovník litoměřické kapituly († 8. srpna 1969)
- 1890 – Miloš Weingart, jazykovědec, slavista, byzantolog, literární historik a překladatel († 12. ledna 1939)
- 1894 – František Hájek, důstojník, účastník zahraničního protinacistického odboje († 28. února 1943)
- 1902
  - Eduard Fiker, spisovatel († 3. března 1961)
  - Jan Zika, politik a protinacistický bojovník († 15. června 1942)
- 1908 – Salo Flohr, československý a sovětský mezinárodní šachový velmistr († 18. července 1983)
- 1909 – Bohdan Chudoba, historik a politik († 2. ledna 1982)
- 1919 – Rudolf Hammer, maskér († 28. května 1999)
- 1920 – František Kavka, historik († 20. října 2005)
- 1925 – Zbyněk Nádeník, matematik († 8. října 2018)
- 1928 – Augustin Bubník, hokejista, trenér a politik († 18. dubna 2017)
- 1933 – Jiří Velemínský, rostlinný genetik († 23. února 2008)
- 1934 – František Kyncl, malíř a sochař († 14. července 2011)
- 1943 – Emil Jaroš, lékař a politik
- 1944
  - Michael Aschermann, lékař, kardiolog
  - Stanislav Slavický, antropolog, publicista, filmový dokumentarista a diplomat
- 1945 – Jarmila Jeřábková, návrhářka dřevěných hraček
- 1950 – Jacques Rupnik, francouzský politolog a historik českého původu
- 1951 – Vlasta Parkanová, ministryně obrany ČR
- 1954 – Jan Zubryckyj, písničkář
- 1955 – Yvonna Gaillyová, environmentalistka a ekoložka
- 1959 – Vítězslav Dostál, cyklista a cestovatel
- 1974 – Filip Jančík, herec a dabér
- 1976 – Stanislav Ježek, kanoista
- 1979 – Kateřina Kristelová, herečka a moderátorka
- 1984 – Hana Baroňová, herečka
- 1987 – Aneta Faitová, modelka a herečka
- 1990 – Karolína Grohová, běžkyně na lyžích, skialpinistka a horolezkyně
- 1993 – Patrik Šorm, atlet, sprinter

### Svět

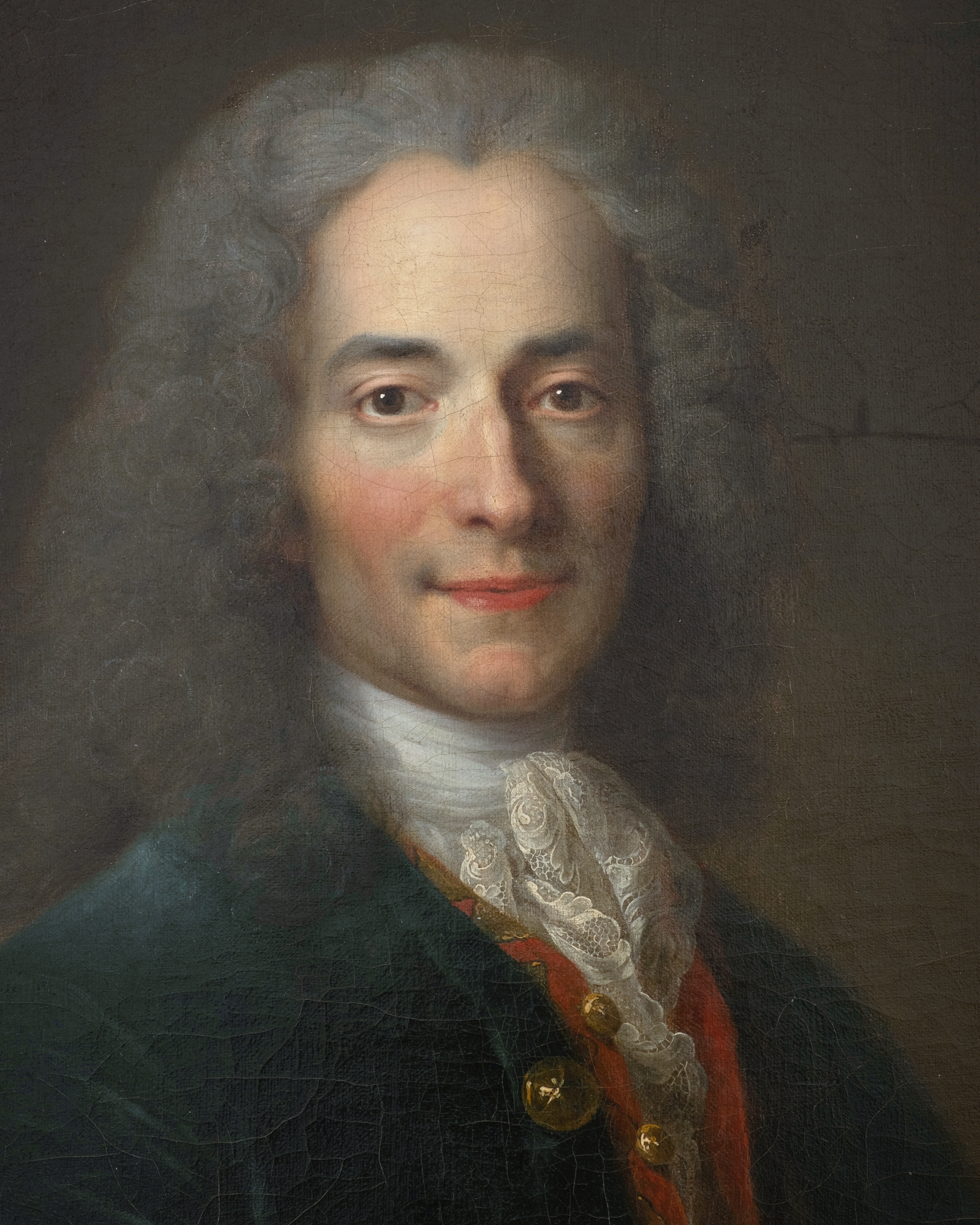
Voltaire (* 1694)

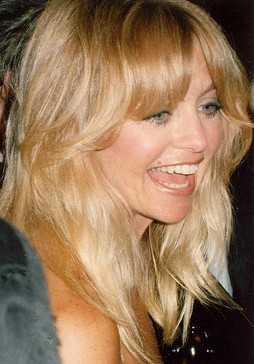
Goldie Hawnová (* 1945)

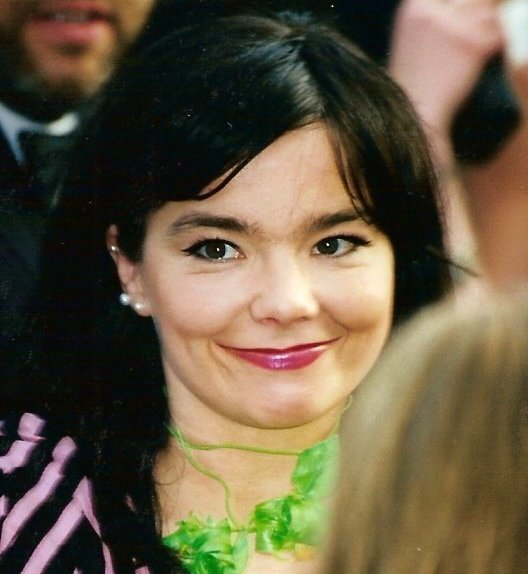
Björk (* 1965)

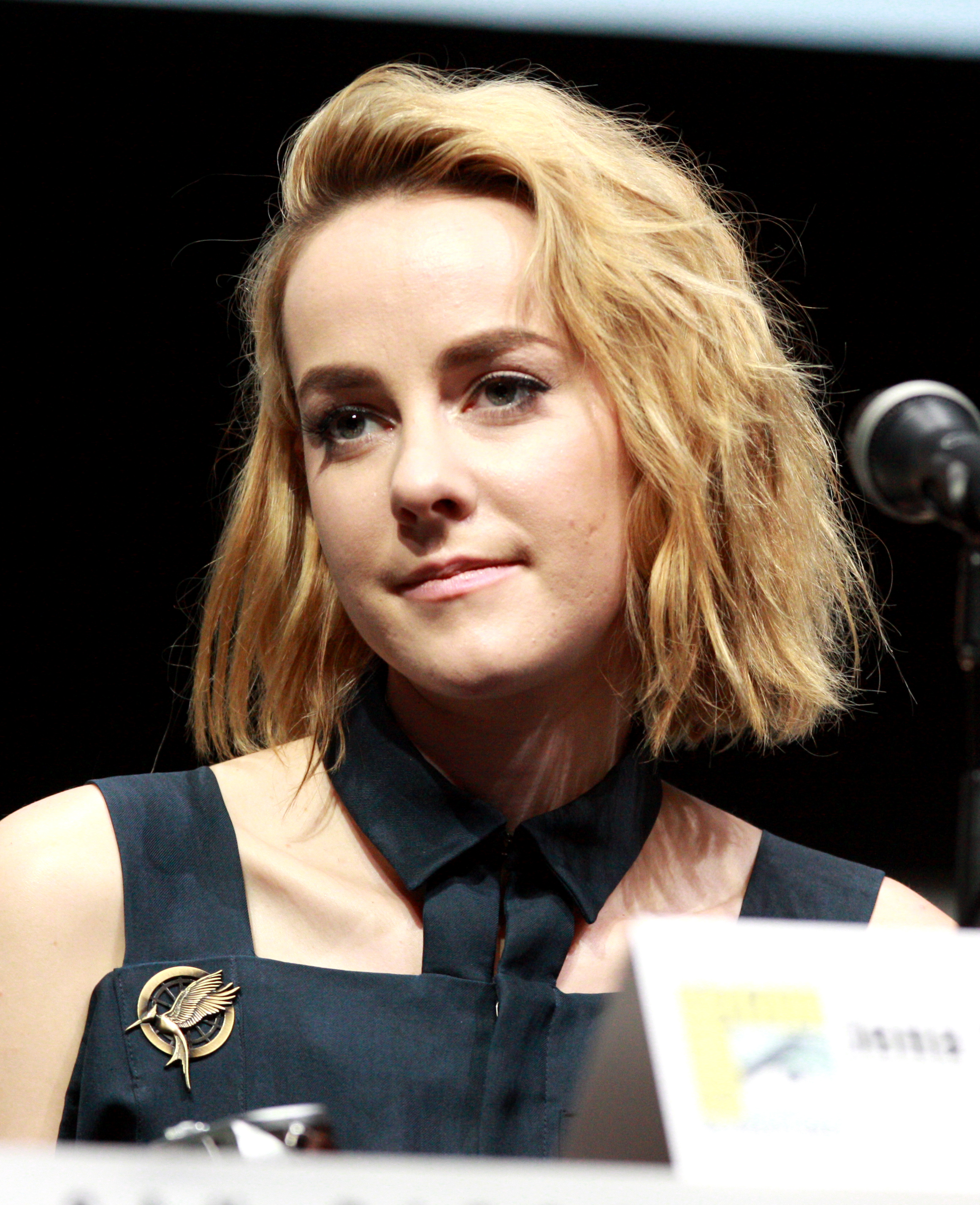
Jena Malone (* 1984)

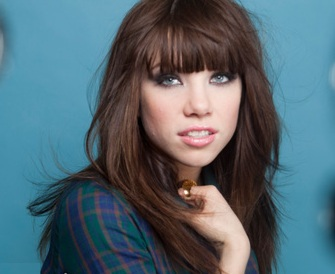
Carly Rae Jepsenová (* 1985)

- 1569 – Chánum Sultán Bégam, mughalská princezna a dcera císaře Akbara († 1603)
- 1640 – Jindřich František Mansfeld, rakouský diplomat, polní maršál († 18. června 1715)
- 1692 – Carlo Innocenzo Frugoni, italský básník a libretista († 20. prosince 1768)
- 1694 – Voltaire, francouzský básník, spisovatel, filozof a humanista († 30. května 1778)
- 1761 – Dorothea Jordanová, irská divadelní herečka a milenka anglického krále Viléma IV. († 5. července 1816)
- 1768 – Friedrich Schleiermacher, filozof († 1834)
- 1787 – Bryan Waller Procter, anglický básník († 5. října 1874)
- 1790 – Edmund Lyons, britský admirál a diplomat († 23. listopadu 1858)
- 1800 – Karel Robert Croll, německý malíř {† 3. listopadu 1863)
- 1818 – Lewis Henry Morgan, americký etnograf, antropolog a archeolog († 17. prosinec 1881)
- 1821 – Carl August Bolle, německý přírodovědec († 17. února 1909)
- 1840 – Viktorie Sasko-Koburská, německá císařovna a pruská královna († 5. srpna 1901)
- 1852 – Francisco Tárrega, španělský kytarista a hudební skladatel († 15. prosince 1909)
- 1854 – Benedikt XV., 258. papež († 22. ledna 1922)
- 1857 – Gottlieb Schumacher, americký architekt a archeolog († 26. listopadu 1925)
- 1866 – Sigbjørn Obstfelder, norský básník a spisovatel († 29. července 1900)
- 1869 – Zaida Ben-Yusufová, newyorská fotografka († 27. září 1933)
- 1870
  - Alexandr Berkman, rusko-americký anarchista († 28. června 1936)
  - Sigfrid Edström, předseda Mezinárodního olympijského výboru († 18. března 1964)
- 1876 – Olav Duun, norský spisovatel († 13. září 1939)
- 1882 – Paul Niehans, švýcarský lékař († 1. září 1971)
- 1887 – Michal Arturovič Zimmermann, ruský právník žijící v Čechách († 28. května 1935)
- 1891 – Erik Lindahl, švédský ekonom († 6. ledna 1960)
- 1898 – René Magritte, belgický surrealistický malíř († 1967)
- 1901 – Johannes Driesch, německý malíř († 18. února 1930)
- 1902
  - Isaac Bashevis Singer, židovský spisovatel († 24. července 1991)
  - Michail Andrejevič Suslov, sovětský politik († 25. ledna 1982)
- 1904
  - Coleman Hawkins, americký jazzový tenorsaxofonista († 19. května 1969)
  - Mary Bardová, americká spisovatelka († 29. listopadu 1970)
- 1912 – Viliam Malík, slovenský fotograf († 20. ledna 2012)
- 1914 – Abdul Karim Kásim, irácký důstojník a politik († 9. února 1963)
- 1924
  - Milka Planincová, jugoslávská premiérka († 7. října 2010)
  - Christopher Tolkien, anglický spisovatel a editor († 16. ledna 2020)
- 1926 – William Wakefield Baum, americký kardinál († 23. července 2015)
- 1927 – Andrej Chudoba, slovenský prozaik, básník a scenárista († 21. ledna 2014)
- 1928 – Wim Crouwel, nizozemský grafický designér a typograf († 19. září 2019)
- 1929 – Nachum Admoni, ředitel izraelské zpravodajské služby Mosad
- 1931 – Jaroslav Rybka, český lékař – internista a diabetolog († 3. července 2018)
- 1933 – Henry Hartsfield, americký astronaut
- 1934 – Laurence Luckinbill, americký herec
- 1937 – Svetlana Radović, černohorská architektka († 2000)
- 1941
  - Andrew Love, americký saxofonista († 12. dubna 2012)
  - Stanisław Dragan, polský boxer, bronzový na OH 1968 († 21. dubna 2007)
  - Juliet Millsová, anglická herečka a scenáristka
- 1942 – Brigitte Blobel, německá novinářka a spisovatelka
- 1943 – Jacques Laffite, francouzský automobilový závodník
- 1944 – Harold Ramis, americký scenárista, režisér, producent, herec († 24. února 2014)
- 1945 – Goldie Hawn, americká filmová herečka a producentka
- 1946 – Andrew Davis, americký filmový režisér, producent a kameraman
- 1948
  - Michel Sulajmán, prezident Libanonu
  - Mark Tulin, americký baskytarista († 26. února 2011)
  - John „Rabbit“ Bundrick, americký hudebník
- 1956
  - Han Mjong-u, korejský zápasník, olympijský vítěz
  - Jacky Godoffe, francouzský sportovní lezec
  - Cherry Jones, americká herečka
- 1959 – David Kinloch, skotský spisovatel
- 1960 – Brian Ritchie, americký baskytarista
- 1965 – Björk, islandská zpěvačka, písničkářka a herečka
- 1967 – Ken Block americký rallyový závodník, spoluzakladatel DC Shoes († 2. ledna 2023)
- 1972 – Eyal Ran, izraelský tenista
- 1979 – Zuzana Kanócz, slovenská herečka
- 1980 – Tim Lambesis, americký zpěvák, multiinstrumentalista a hudební producent
- 1982 – Lissie, americká folk rocková zpěvačka
- 1983 – Blažej Vaščák, slovenský fotbalista
- 1984 – Jena Malone, americká herečka
- 1985
  - Carly Rae Jepsenová, kanadská zpěvačka, skladatelka a textařka
  - Nadine Müllerová, německá diskařka
- 1988 – Patrícia Mamonaová, portugalská atletka, Aaron Smith novozélandský ragbista
- 1991 – Almaz Ayanaová, etiopská běžkyně na dlouhých tratích
- 1994
  - Miju Katová, japonská tenistka
  - Saúl Ñíguez, španělský fotbalista
- 1995 – Vladislav Gavrikov, ruský hokejista
- 2001 – Luka Potočar, slovinský sportovní lezec

## Úmrtí
Viz též Kategorie:Úmrtí 21. listopadu — automatický abecedně řazený seznam.

### Česko

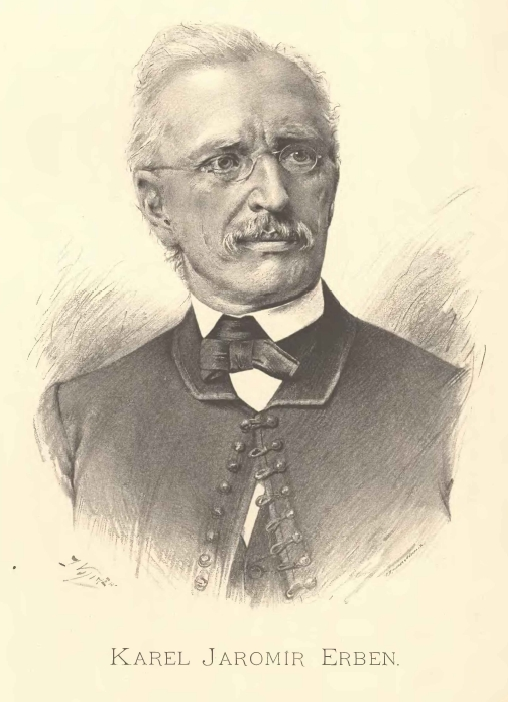
Karel Jaromír Erben († 1870)

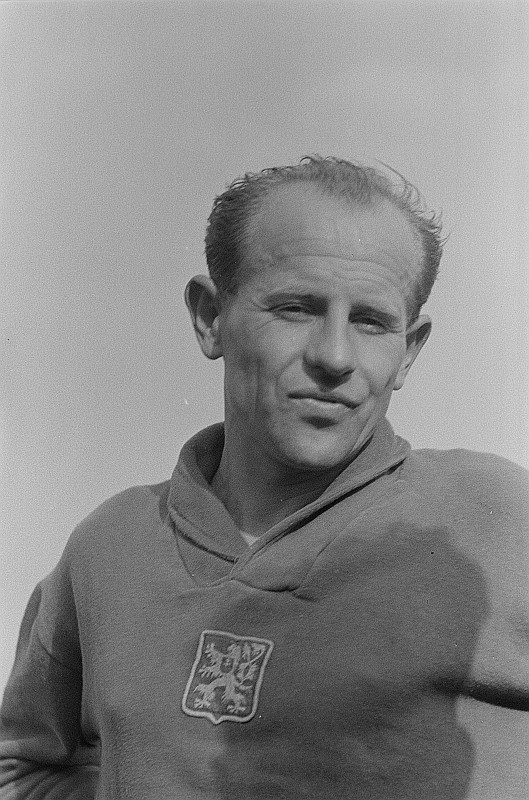
Emil Zátopek († 2000)

- 1190 – Děpolt II., přemyslovský šlechtic (* před 1167)
- 1649 – Jaroslav Bořita z Martinic, královský místodržící v Čechách (* 6. ledna 1582)
- 1846 – Jan Babor, katolický kněz a rektor olomoucké univerzity (* 8. března 1762)
- 1868 – Karel Boleslav Štorch, obrozenecký spisovatel a novinář (* 15. listopadu 1812)
- 1669 – Ondřej Dirre, olomoucký kanovník (* 14. listopadu 1610)
- 1870 – Karel Jaromír Erben, spisovatel, básník (* 7. listopadu 1811)
- 1883 – František Smékal, průmyslník, konstruktér a vynálezce (* 1822)
- 1908 – Josef Kapucián, lidový řezbář (* 19. března 1841)
- 1913 – Felix Vetter z Lilie, moravský velkostatkář a politik (* 18. března 1830)
- 1941
  - František Adámek, voják (* 20. srpna 1919)
  - František Hanzlíček, novinář a redaktor (* 21. prosince 1870)
  - Jan Selichar, farář a biskupský notář (* 23. března 1858)
- 1948 – Karel Tannert, kněz a papežský komoří (* 30. ledna 1869)
- 1965 – Zdeněk Pešánek, sochař, malíř a architekt (* 12. srpna 1896)
- 1966 – Josef Haszpra, umělecký slévač (* 15. března 1882)
- 1967
  - Rudolf Deyl mladší, herec (* 6. července 1912)
  - František Machník, politik (* 30. dubna 1886)
- 1968 – Vladimír Hašek, archivář (* 9. září 1892)
- 1971
  - Josef Košťálek, fotbalista (* 31. srpna 1909)
  - Jan Filip, gymnaziální pedagog, teolog, spisovatel a esperantista (* 9. prosince 1911)
  - Karel Jahelka, legionář a odbojář (* 24. října 1890)
- 1972 – Karel Hába, hudební skladatel, sbormistr, violista a pedagog (* 21. května 1898)
- 1976
  - Otto Rutrle, teolog, religionista (* 5. března 1908)
  - Antonín Raymond, moderní architekt (* 10. května 1888)
- 1977 – Jan Baryl, poslanec a komunistický politik (* 20. prosince 1925)
- 1978 – Marie Kornelová, spisovatelka a překladatelka (* 15. února 1909)
- 1981 – Gustav Fierla, malíř a středoškolský učitel (* 18. července 1896)
- 1987
  - Ivan Jandl, dětský herec, držitel dětského Oscara (* 24. ledna 1937)
  - Karel Raška, epidemiolog (* 17. listopadu 1909)
- 1989 – Valentina Kameníková, klavíristka a hudební pedagožka (* 20. prosince 1930)
- 1992 – Géza Novák, flétnista (* 22. června 1921)
- 1994
  - Josef Velda, herec (* 10. září 1930)
  - Viktor Tuček, architekt (* 4. července 1925)
- 1997 – Veronika Lieblová, manželka nacistického válečného zločince Adolfa Eichmanna (* 3. dubna 1909)
- 1999 – Josef Lux, politik a poslanec (* 1. února 1956)
- 2000 – Emil Zátopek, sportovec a čtyřnásobný olympijský vítěz ve vytrvalostním běhu (* 19. září 1922)
- 2001 – Jaroslav Zástěra, historik (* 21. března 1921)
- 2003
  - Emil Pažický, fotbalový reprezentant (* 14. října 1927)
  - Bohumil Šimon, ekonom a politik (* 2. října 1920)
- 2005 – Josef Bartoš, historik (* 4. prosince 1931)
- 2009
  - Vojtěch Cepl, právník, jeden z autorů současné Ústavy České republiky (* 16. února 1938)
  - Adolf Klímek, inženýr-elektrotechnik a vědecký redaktor (* 15. ledna 1921)
- 2010 – Břetislav Hartl, spisovatel (* 16. ledna 1927)
- 2014
  - Zdeněk Bobrovský, basketbalista a trenér (* 1. prosince 1933)
  - Miroslav Klivar, kritik výtvarného umění (* 14. ledna 1932)
  - Antonín Šváb, jezdec na ploché dráze (* 12. června 1932)

### Svět

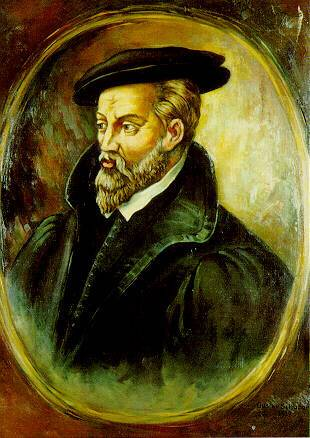
Georgius Agricola († 1555)

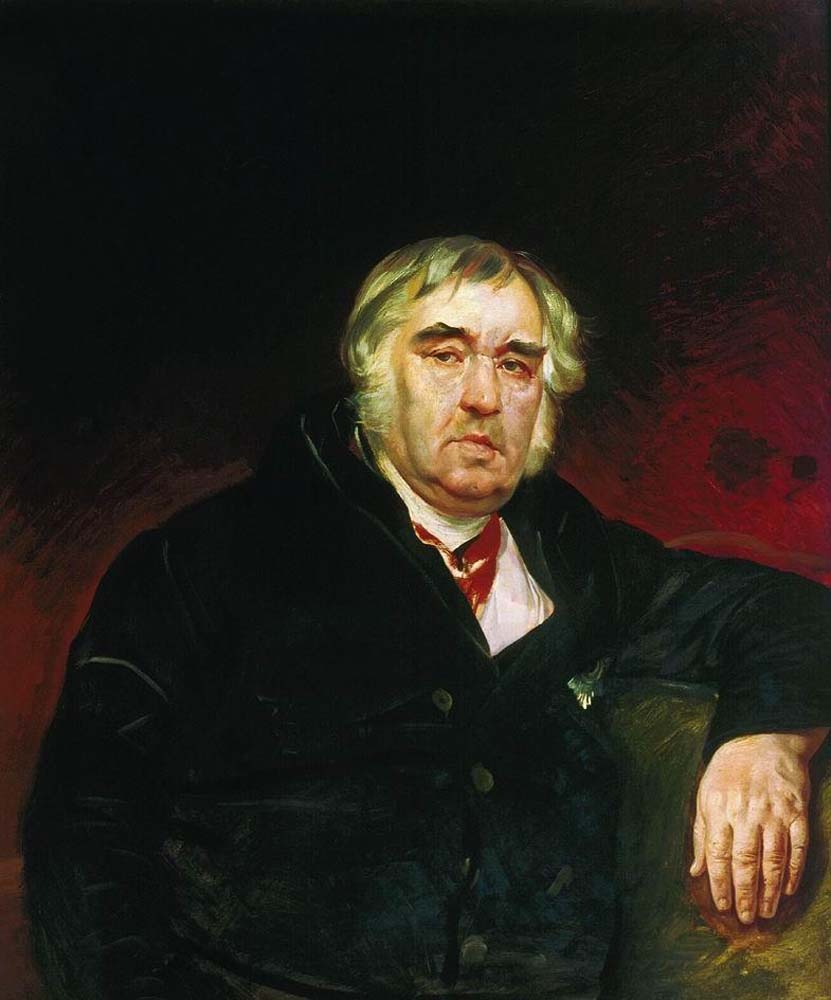
Ivan Andrejevič Krylov († 1844)

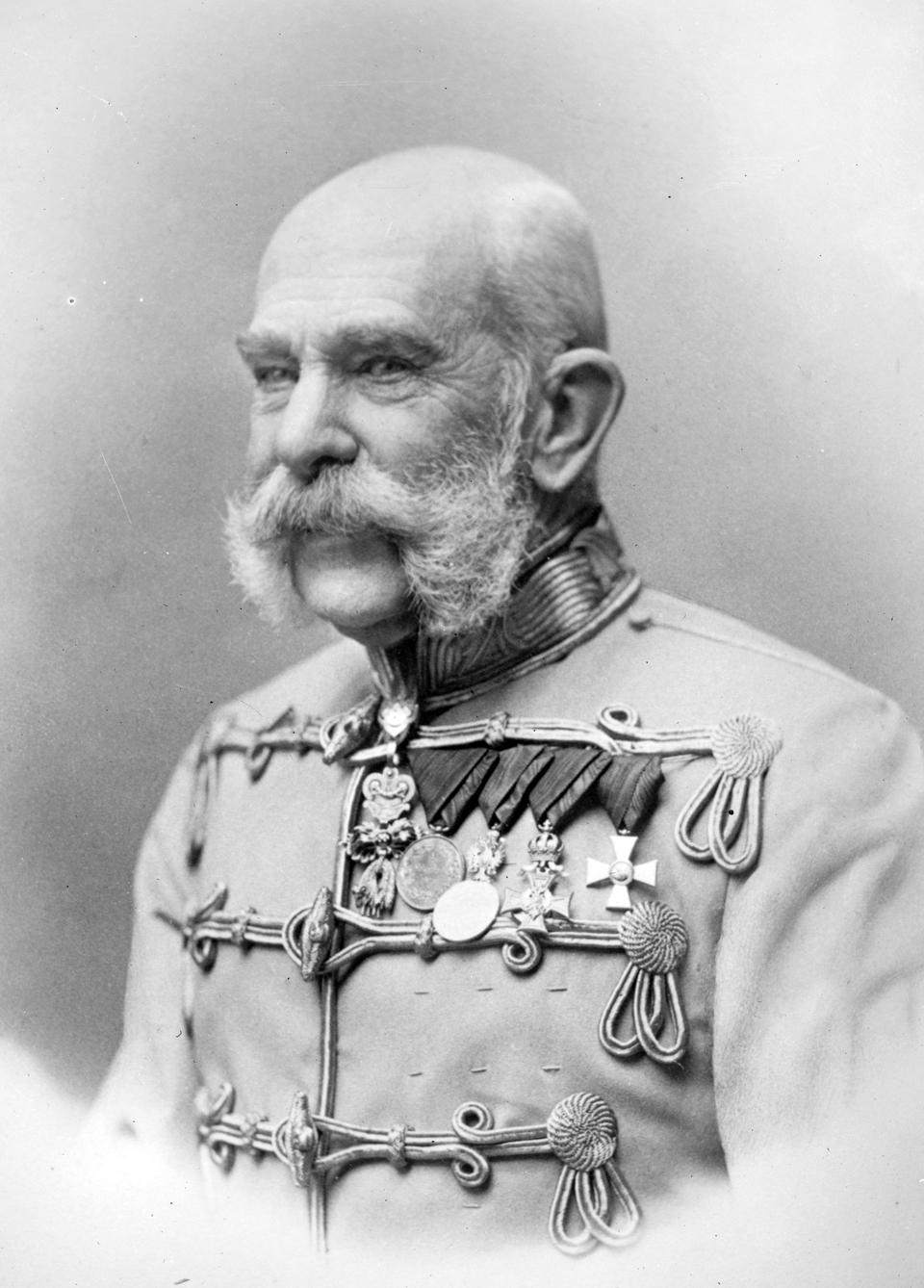
František Josef I. († 1916)

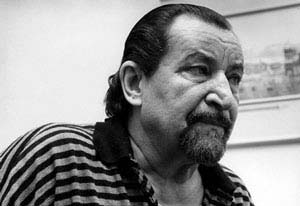
Maurice Béjart († 2007)

- 0496 – Papež Gelasius I. (* ?)
- 1265 – Abraham z Augsburgu, německý konvertita k židovství (* ?)
- 1325 – Jurij III. Daniilovič, kníže moskevský a velkokníže vladimirský (* 1281)
- 1361 – Filip I. Burgundský, vévoda a hrabě burgundský (* 1346)
- 1555 – Georgius Agricola, německý učenec (* 24. března 1494)
- 1579 – Thomas Gresham, anglický obchodník a finančník, zakladatel londýnské Královské burzy (* ? 1518)
- 1582 – Diego Felix Habsburský, španělský následník, syn Filipa II. Španělského (* 15. srpna 1575)
- 1695 – Henry Purcell, anglický hudební skladatel (* 10. září 1659)
- 1710 – Bernardo Pasquini, italský hudební skladatel, varhaník a cembalista (* 7. prosince 1637)
- 1782 – Jacques de Vaucanson, francouzský inženýr a vynálezce (* 24. února 1709)
- 1790 – Jan Lahó, slovenský luterský duchovní (* 22. dubna 1738)
- 1796 – Angelo Soliman, vídeňský dvořan a teoretik svobodného zednářství, pocházející z Afriky (* asi 1721)
- 1811 – Heinrich von Kleist, německý dramatik, básník a publicista (* 18. října 1777)
- 1830 – Károly Kisfaludy, maďarský dramatik a prozaik (* 5. února 1788)
- 1835 – James Hogg, skotský básník a prozaik (* 9. prosince 1770)
- 1838 – Georges Mouton de Lobau, francouzský generál (* 21. února 1770)
- 1844 – Ivan Andrejevič Krylov, ruský bajkař (* 13. února 1769)
- 1845 – Carl Christian Friedrich Glenck, německý geolog, mineralog, salinista (* 13. dubna 1779)
- 1860
  - John Eatton Le Conte, americký přírodovědec (* 22. února 1784)
  - Jiří Vilém ze Schaumburg-Lippe, první kníže německého knížectví Schaumburg-Lippe (* 20. prosince 1784)
- 1861 – Henri Lacordaire, francouzský dominikánský kněz (* 12. května 1802)
- 1868 – Ondřej Zelinka, rakouský právník a politik moravského původu (* 23. února 1802)
- 1874 – Marià Fortuny, španělský malíř (* 11. června 1838)
- 1886 – Charles Francis Adams, americký diplomat a syn prezidenta Adamse (* 18. srpna 1807)
- 1892 – Jens Christian Hostrup, dánský dramatik a básník (* 20. května 1818)
- 1895
  - Alfred Noack, italský fotograf (* 25. května 1833)
  - Harald Paetz, dánský herec a fotograf (* 5. září 1837)
  - Silvestro Lega, italský malíř (* 8. prosince 1826)
- 1899
  - Garret Hobart, 24. viceprezident USA (* 3. června 1844)
  - Marie Bádenská, bádenská princezna a leiningenská kněžna (* 20. listopadu 1834)
- 1900 – Ludwig Heinemann, rakouský politik (* 31. července 1832)
- 1904 – Carl Stellwag von Carion, rakouský oftalmolog a profesor (* 28. ledna 1823)
- 1907 – Paula Modersohn-Beckerová, německá malířka (* 8. února 1876)
- 1913 – Jošinobu Tokugawa, poslední šógunem šógunátu Tokugawa (* 10. října 1837)
- 1916 – František Josef I., rakouský císař a český král (* 18. srpna 1830)
- 1924
  - Alois Adolf Riehl, rakouský filosof (* 27. dubna 1844)
  - Florence Hardingová, manželka amerického prezidenta Warrena D. Hardinga (* 15. srpna 1860)
- 1925 – Jevhen Levyckyj, rakousko-ukrajinský právník a politik (* 17. ledna 1870)
- 1926
  - Zofka Kveder, slovinská spisovatelka (* 22. dubna 1878)
  - Anton Keil, rakouský římskokatolický kněz (* 3. června 1854)
- 1928
  - Georg Friedrich Dürckheim, rakouský šlechtic a politik (* 7. října 1866)
  - Jindřich XXVII. z Reussu, německý šlechtic (* 10. listopad 1858)
- 1933 – Frederick Hollyer, anglický fotograf a grafik (* 17. června 1838)
- 1938 – Leopold Godowsky, americký klavírista, hudební skladatel (* 13. února 1870)
- 1942 – Leopold Berchtold, rakousko-uherský politik (* 18. dubna 1863)
- 1953 – Felice Bonetto, italský automobilový závodník, účastník mistrovství světa Formule 1 (* 9. června 1903)
- 1956 – Johann Rihosek, rakouský konstruktér lokomotiv (* 5. června 1869)
- 1962 – Joseph de Tonquedec, katolický kněz, vymítač ďábla města Paříž (* 27. prosince 1868)
- 1966 – Władysław Bortnowski, polský generál (* 12. listopadu 1891)
- 1969 – Edward Mutesa, ugandský politik a první prezident Ugandy (* 19. listopadu 1924)
- 1970
  - Chandrasekhara Venkata Raman, indický fyzik, nositel Nobelovy ceny za fyziku (* 7. listopadu 1888)
  - Newsy Lalonde, kanadský profesionální hokejista (* 31. října 1887)
- 1974 – Frank Martin, švýcarský hudební skladatel (* 15. září 1890)
- 1975 – Gunnar Gunnarsson, islandský spisovatel (* 18. května 1889)
- 1984 – Pavol Tonhauser, slovenský politik (* 27. ledna 1909)
- 1986 – Ctibor Filčík, slovenský herec (* 1920)
- 1987 – Georgij Jefimovič Peredělskij, sovětský maršál (* 7. dubna 1913)
- 1988 – Žofie Sasko-Výmarsko-Eisenašská, schwarzburská kněžna (* 20. března 1911)
- 1992
  - Kayson Phomvihan, prezident Laosu (* 13. prosince 1920)
  - Sait Orahovac, černohorský básník bosňáckého původu (* 24. května 1909)
- 1994
  - Willem Luyten, nizozemsko-americký astronom (* 7. března 1899)
  - Joey Stefano, americký pornoherec (* 1. ledna 1968)
- 1995 – Peter Grant, manažer skupiny Led Zepelin (* 5. dubna 1935)
- 1996 – Abdus Salam, pákistánský fyzik, nositel Nobelovy ceny (* 29. ledna 1926)
- 1997 – Sergej Timofějev, ruský fotbalista (* 28. března 1970)
- 1999 – Tošio Sakai, japonský fotograf (* 31. března 1940)
- 2000 – Barbara Sobotta, polská atletka a sprinterka (* 4. prosince 1936)
- 2003 – Emil Pažický, slovenský fotbalista (* 1927)
- 2005 – Ivan Brndiar, slovenský politik (* 26. září 1944)
- 2007 – Maurice Béjart, francouzský choreograf (* 1. ledna 1927)
- 2008 – Jozef Šošoka, slovenský džezový bubeník (* 1943)
- 2009 – Konstantin Feoktistov, sovětský vědec a kosmonaut (* 7. února 1926)
- 2011
  - Eduard Antal, slovenský malíř (* 18. květen 1929)
  - Anne McCaffrey, americká spisovatelka (* 1. dubna 1926)
  - Josef Nave, izraelský archeolog (* 1928)
  - Eli Hurvic, izraelský průmyslník (* 1932)
- 2012 – Austin Peralta, americký jazzový klavírista a skladatel (* 25. října 1990)
- 2013 – Bernard Parmegiani, francouzský skladatel (* 27. října 1927)
- 2014 – Mária Augusztinovicsová, maďarská makroekonomka (* 12. února 1930)
- 2015 – Linda Haglundová, švédská atletka a sprinterka (* 15. června 1956)
- 2017
  - David Cassidy, americký zpěvák a herec (* 12. dubna 1950)
  - Luis Garisto, uruguayský fotbalista (* 3. prosince 1945)
- 2018 – Luisa Cuesta, uruguayská lidskoprávní aktivistka (* 26. května 1920)
- 2020 – Léon Herschtritt, francouzský humanistický fotograf (* 10. prosince 1936)
- 2021
  - Marietta Omarovna Čudakova, ruská literární historička a textoložka (* 2. ledna 1937)
  - Antonio Escohotado, španělský filozof a právník (* 5. července 1941)
  - Ján Letz, slovenský filozof (* 23. ledna 1936)

## Svátky

### Česko
- Albert, Adalbert, Albrecht, Aldo
- Adalberta, Alberta
- Elvíra
- Kolombín, Kolumbín
- Oliver

Katolický kalendář
- Zasvěcení Panny Marie v Jeruzalémě
- Emanuel d'Alzon

### Svět
- Světový den pozdravů[1]
- Světový den televize
- Světový den obětí dopravních nehod (je-li neděle)

## Pranostiky

### Česko
- Jaký den na Obětování Panny Marie, taková pak zima je.
- Když je na Obětování Panny Marie noc jasná, čistá, 
 krutá zima se v lednu chystá.

| 21. listopad v pražském KlementinuÚdaje jsou platné k 8. 7. 2025. | 21. listopad v pražském KlementinuÚdaje jsou platné k 8. 7. 2025. | 21. listopad v pražském KlementinuÚdaje jsou platné k 8. 7. 2025. |
| minimum                                                           | denní průměr                                                      | maximum                                                           |
| ----------------------------------------------------------------- | ----------------------------------------------------------------- | ----------------------------------------------------------------- |
| −11,0 °C (1858)                                                   | 3,8 °C (od 1961)                                                  | 18,0 °C (1926)                                                    |